# August Posse
August Mikael Posse, född 1 mars 1857 i Stockholm, död 6 januari 1887 i Hauptweil, Schweiz, var en svensk friherre och sångtextförfattare. Posse var en av stiftarna till Uppsala studentmissionsförening och en drivande kraft i den kommitté som utarbetade föreningens sångbok Missionssånger som utgavs 1887. Ämnade bli missionär, men avled under förberedelserna. Hans syster Hedvig Posse blev då missionär i hans ställe. 
Posse översatte i samband med ovannämnda sångboksarbete en engelsk psalmtext av John Marriott  till svenska. Eftersom han avled redan 6 januari 1887 är det knappast troligt att psalmen (som det brukar uppges) översattes under detta år, men 1887 är i alla fall sångens utgivningsår.

## Biografi
August Posse föddes 1857 i Stockholm. Han var son till aktuarie Johan August Posse af Säby i Riksarkivet och författaren Betty Ehrenborg-Posse. Posse avlade 1876 mogenhetsexamen i Stockholm och blev 1878 student vid Uppsala universitet. Han avlade 27 maj 1882 filosofie kandidatexamen. Posse avled 1887 i Hauptweil, Schweiz och begravdes därstädes.

## Verk
- Du, för vars allmaktsord Mörkret från öde jord för missionen Finns på Wikisource.
- Jesus, du från korset sträcker nr 239 i Svensk söndagsskolsångbok 1908 under rubriken Missionssånger. Finns på Wikisource.